# Rhynchospora alba
Rhynchospora alba là loài thực vật có hoa trong họ Cói. Loài này được (L.) Vahl miêu tả khoa học đầu tiên năm 1805.

## Hình ảnh

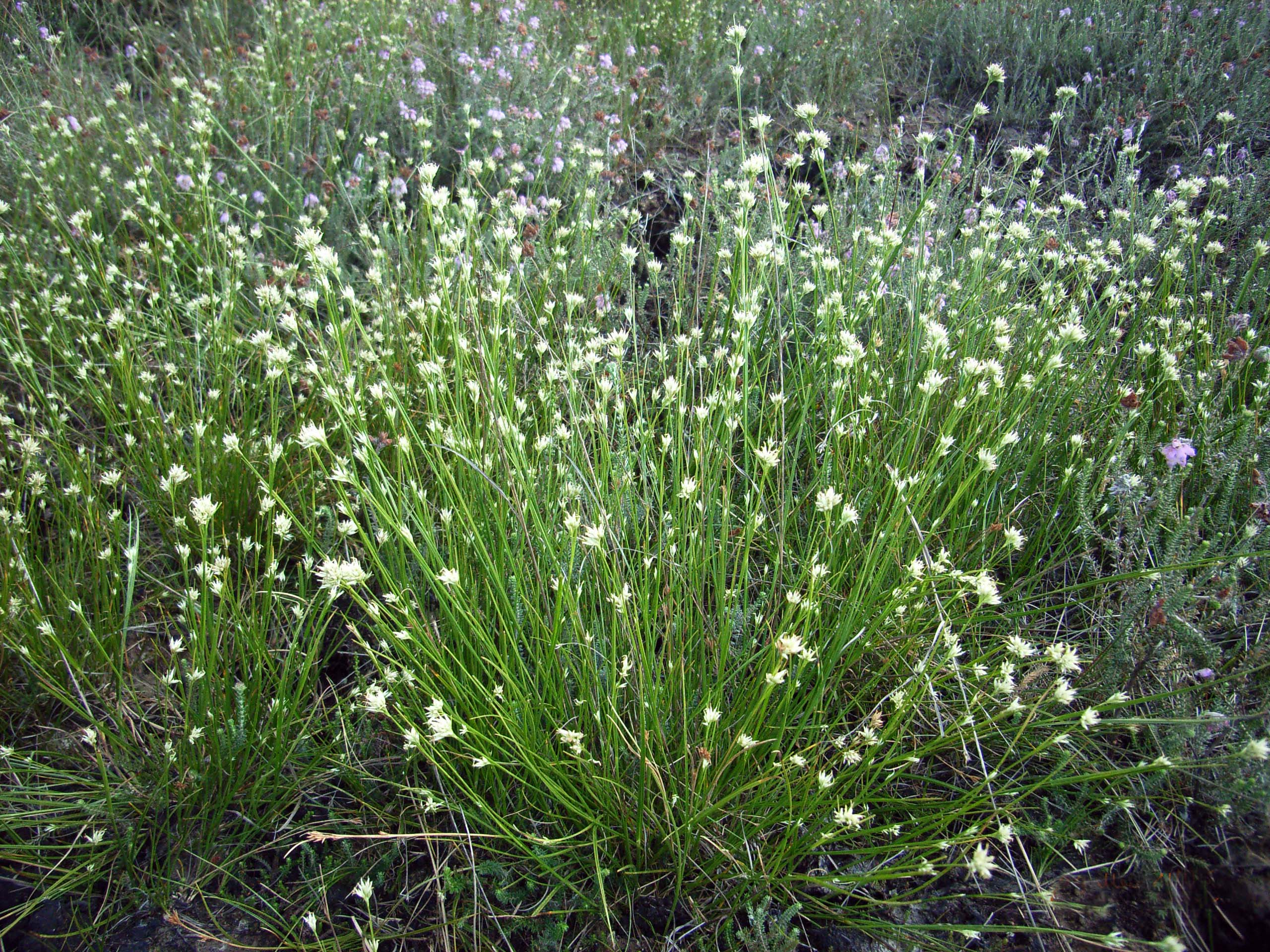
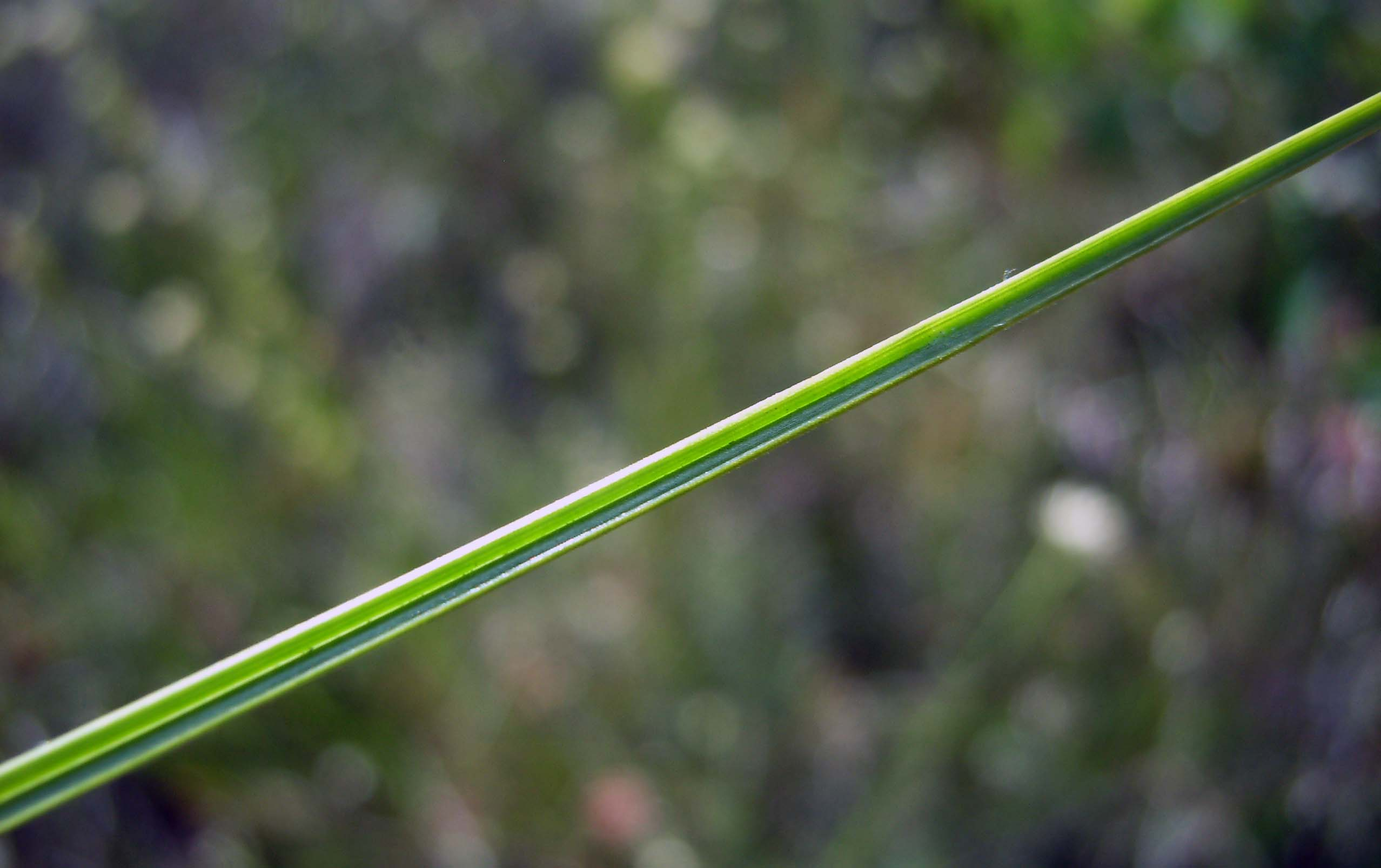
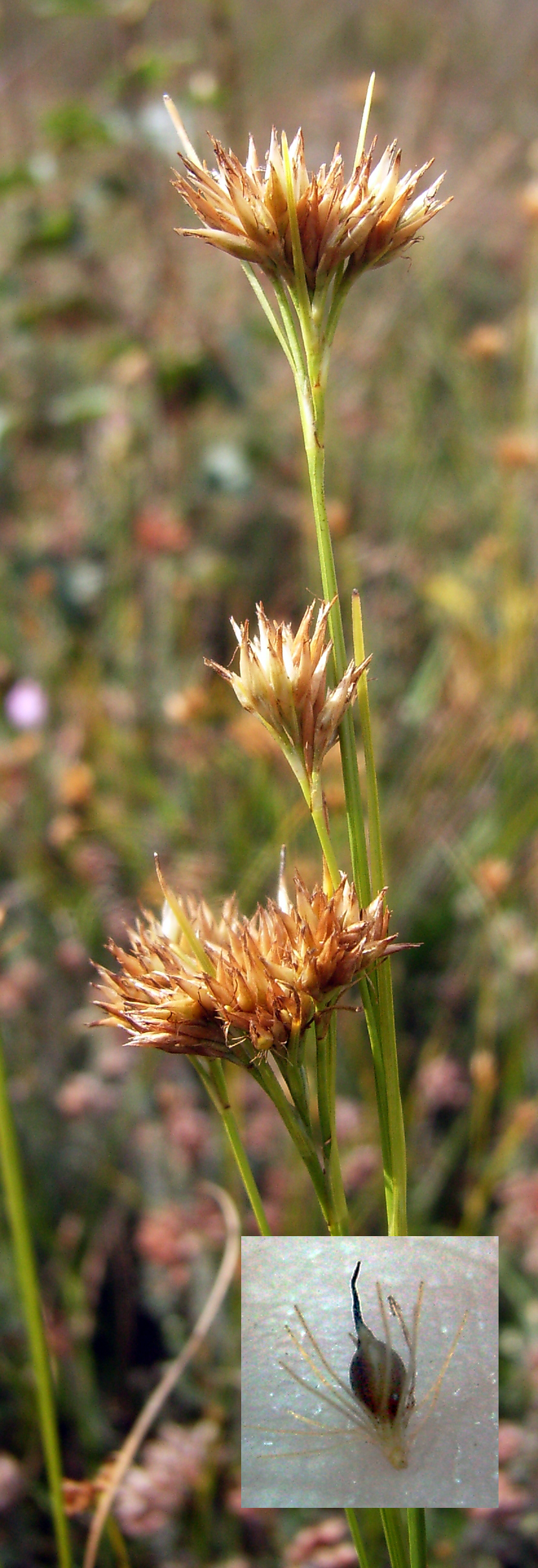
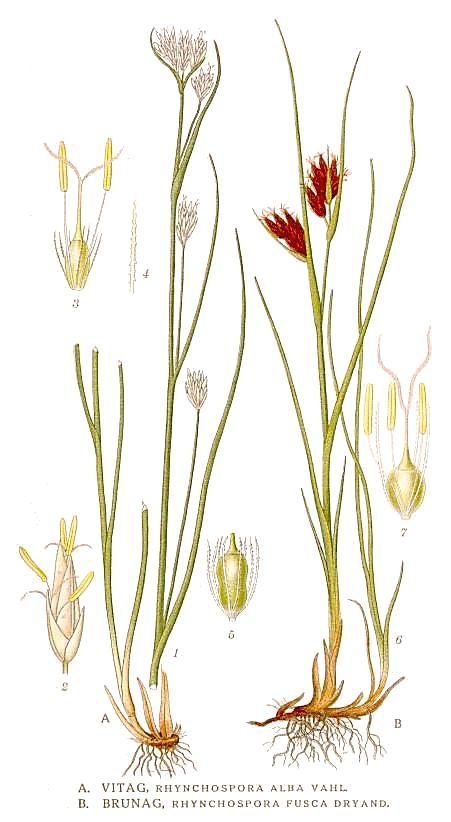